# Історична бібліотека міста Парижа
Історична бібліотека міста Парижа (фр. Bibliothèque historique de la ville de Paris, BHVP) — публічна бібліотека, що спеціалізуюється на історії Парижа та регіону Іль-де-Франс. Заснована 1872 року. Розташована в IV окрузі Парижа.

## Історія
Перша міська бібліотека, що була зібрана прокурором Парижа Антуаном Моріо (1699—1759) протягом 1722—1755 років й передана в публічне користування містові, знаходилася орендованому для цієї мети отелі Ламуаньон. Проте 1871 року під час подій Паризької комуни, бібліотека повністю згоріла. Нову міську бібліотеку було створено завдяки дару бібліотекаря Жуля Кузена своєї приватної книгозбірні, що нараховувала 6 000 томів та 10 000 естампів. З 1872 року бібліотека була розміщена в отелі Карнавале. 1893 року, після виходу на пенсію Жуля Кузена, бібліотека налічувала вже 100 000 томів. 1968 року бібліотека переїхала в отель Ламуаньон.

## Фонди

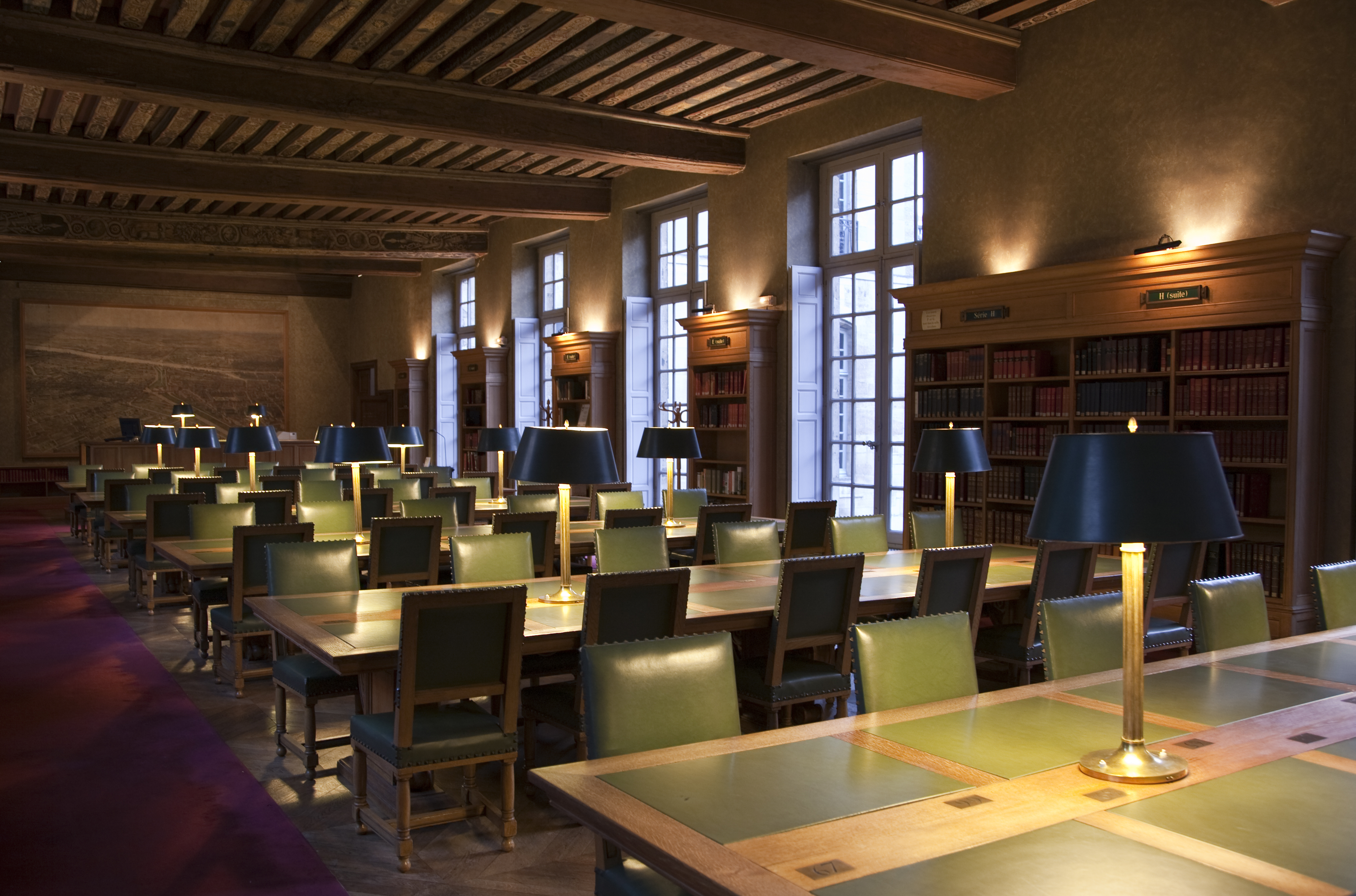
Читальна зала бібліотеки

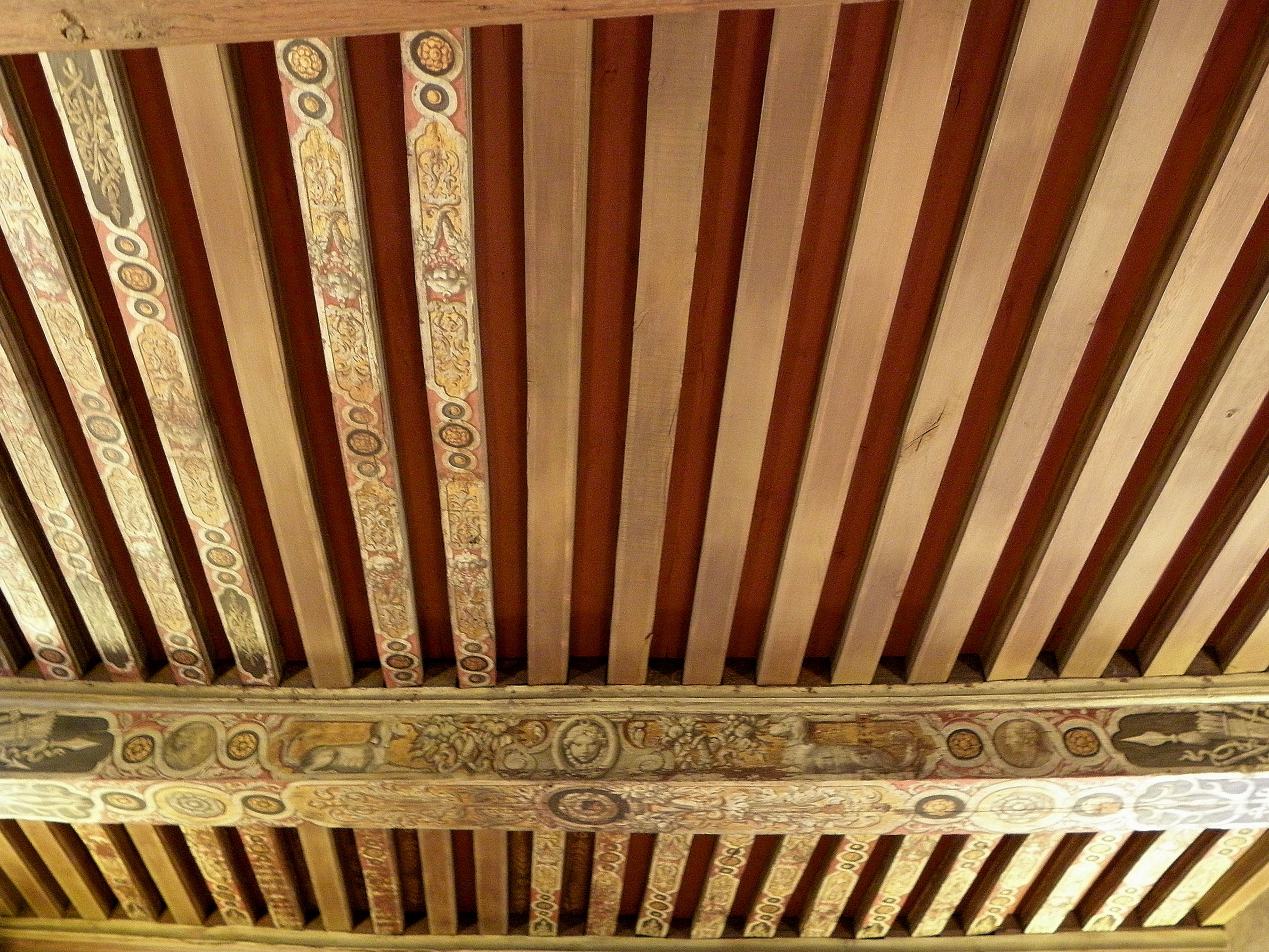
Стеля в читальній залі

Бібліотека має велику колекцію книжок та інших документів з історії Парижа та Іль-де-Франс, зокрема тут багато топографічних документів, літератури з монументальної, політчиної, релігійної, соціальної та культурної історії. Дуже багатими є зібрання літератури про театр, а також літературознавча колекція. Тут також зберігаються приватні фонди Франсуа Війона, Жорж Санд, Гійома Аполлінера, Альфреда Дрейфуса, Жана Кокто, Жуля Кузена та ін.
Тут також зберігаються:
- 300 000 томів з XV ст. й до наших днів;
- 300 інкунабул[1]
- Королівські акти XVI—XVIII століття;
- 5000 назв журналів, починаючи з XVII століття;
- 15 000 планів Парижа та Іль-де-Франс[2];
- 20 000 рукописів з середньовіччя до XX століття;
- 500 000 фотографій з середини XIX століття;
- 80 000 афіш XVI—XX століть;
- 200 000 листівок.

## Читальна зала
Бібліотека має читальну залу на 86 місць. Ознайомитися з книгами та іншими документами можна лише в читальній залі бібліотеки. Читачі мають можливість користуватися електронним каталогом та іншими довідковими джерелами. Дозволяється фотографування матеріалів, якщо це дозволяє стан їхнього збереження.